# Törékeny tengeri rózsák
A törékeny tengeri rózsák (Protantheae) a virágállatok (Anthozoa) osztályának és a tengerirózsák (Actiniaria) rendjének egyik alrendje.

## Rendszerezés
Az alrendbe az alábbi 1 család és 2 nem tartozik:
- Gonactiniidae
  - Gonactinia Sars, 1851 - 1 faj
  - Protanthea Carlgren, 1891 - 1 faj